# リザードフィッシュ (潜水艦)
リザードフィッシュ (USS Lizardfish, SS-373) は、アメリカ海軍の潜水艦。バラオ級潜水艦の一隻。艦名はエソ科の総称に因んで命名された。

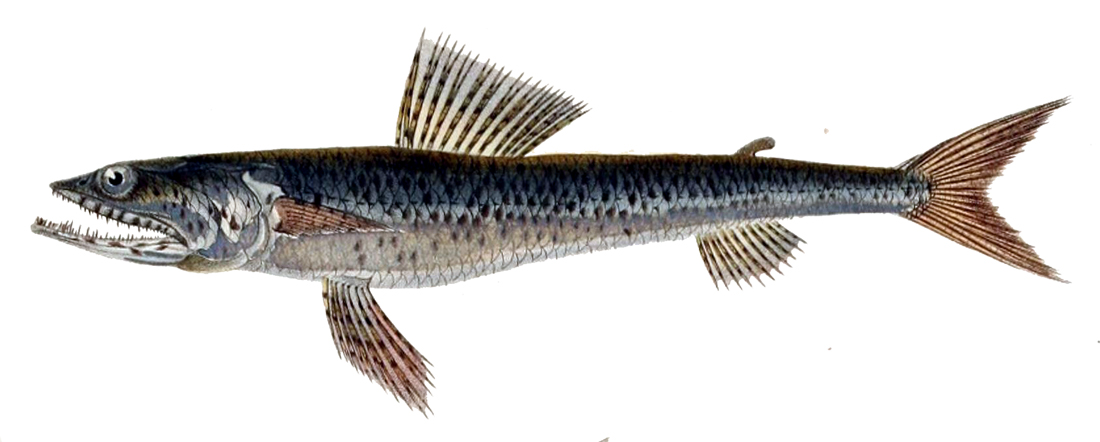
ダイヤモンド・リザードフィッシュ（Diamond lizardfish）

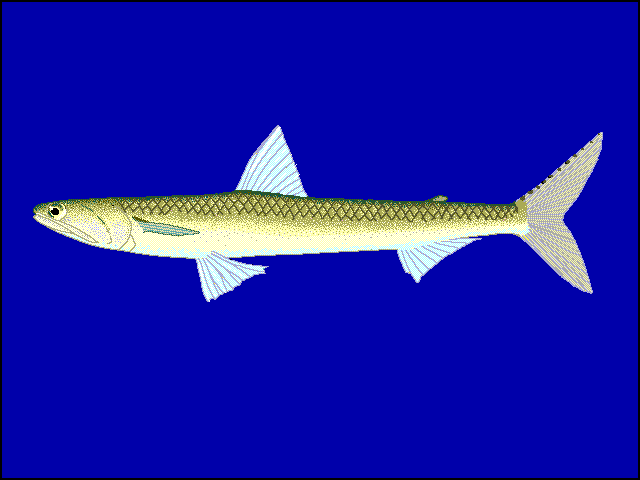
ブラッシュトゥース・リザードフィッシュ（Brushtooth lizardfish）

## 艦歴
リザードフィッシュは1944年3月14日にウィスコンシン州マニトワックのマニトワック造船で起工した。7月16日にメリーランド州選出下院議員ローズデール・G・サッサーの夫人によって命名、進水し、12月30日に艦長オヴィッド・M・バトラー中佐（アナポリス1936年組）の指揮下就役する。
リザードフィッシュは1945年1月20日にマニトワック川を出航しイリノイ州ロックポートに向かう。ロックポートで浮きドックに積み込まれ、ミシシッピ川を曳航される。2月1日にルイジアナ州アルジャースに到着、5日後に出航、パナマ運河を通過して3月23日に真珠湾に到着した。

### 哨戒
4月9日、リザードフィッシュは最初の哨戒で南シナ海に向かった。4月21日にサイパン島に寄港し燃料を補給。4月30日から5月18日までインドシナ半島に近接して哨戒を行ったが、敵艦との接触はなかった。5月23日から28日までジャワ海で同様の哨戒を行ったものの、これも敵との接触はなかった。6月2日、リザードフィッシュは52日間の行動を終えてフリーマントルに帰投した。
6月28日、リザードフィッシュは2回目の哨戒でジャワ海、南シナ海方面に向かった。7月5日、リザードフィッシュはバリ島北部ブレレン県の珊瑚に彩られた湾に侵入し、そこにあった厳重に偽装された4隻の上陸用艀、250トンの輸送船、100トンの駆潜艇を発見した。リザードフィッシュは潜航して湾内に入り、雷撃で第37号駆潜特務艇を撃沈し、続いて浮上して砲撃を行った。5インチ砲による砲撃で4隻の艀を破壊し、続いて艇庫を破壊、輸送船の船首を引き裂いた。炎上する敵艦を後にしてリザードフィッシュは外洋に出た。7月19日、スンダ海峡の近くで西海岸沿いに南方に向かって哨戒を行っていたリザードフィッシュは輸送船団を発見する。浮上したまま一番近い目標に対して砲撃を行い、続いて目標を変更した。その間に沿岸砲台が砲撃を開始し、付近に着弾し始めた。弾薬を消費したとき、リザードフィッシュは炎上する3隻の船を後にして潜航した。その夜再び浮上し、シンガポール沖で救助配置任務に就き陸軍のB-24部隊の支援を行った。リザードフィッシュは十分計画を練って積極的に行われたこの哨戒で、水中から注意深く行った偵察の後、沿岸砲台に対して日中に浮上して砲撃を行った結果、港や海峡、停泊中の敵艦に対して大きな打撃を与えることに成功した。8月6日、リザードフィッシュは39日間の行動を終えてスービック湾に帰投。その9日後に日本は降伏した。
リザードフィッシュは第二次世界大戦の戦功で1個の従軍星章を受章した。リザードフィッシュの戦果スコア1隻100トンは、アメリカ潜水艦の戦果中もっとも少ないものの一つであり、JANAC公認の戦果だけで見れば最少のスコアである。

### 戦後
リザードフィッシュはスービック湾を8月31日に出航し、真珠湾を経由して9月22日にサンフランシスコに到着した。10月24日にはユーレカにおいて海軍記念日の式典に参加、その5日後にはティブロン (カリフォルニア州)に停泊し、1946年1月2日まで留まる。その後サンディエゴに向かいソナー学校の訓練艦として使用される。3月5日に訓練が完了すると、不活性化のためサンフランシスコに向かう。カリフォルニア沖での活動後、リザードフィッシュは退役し、1946年6月24日にメア・アイランド海軍造船所で太平洋予備役艦隊入りした。

### イタリア海軍で
リザードフィッシュは1959年3月16日に真珠湾を出航し、フリート・シュノーケル改修が行われた。1960年1月6日にイタリア政府に移管され、イタリア海軍では物理学者のエヴァンジェリスタ・トリチェリに因んでエヴァンジェリスタ・トリチェリ (Evangelista Torricelli, S-512) と命名され就役した。エヴァンジェリスタ・トリチェリは1976年に廃棄された。